# Горње Свиларе
Горње Свиларе (мкд. Горно Свиларе) је насеље у Северној Македонији, у северном делу државе. Горње Свиларе припада градској општини Сарај града Скопља. Насеље је западно предграђе главног града.

## Географија
Горње Свиларе је смештено у северном делу Северне Македоније. Од најближег већег града, Скопља, насеље је удаљено 15 km западно.
Насеље Горње Свиларе је у крајње западном делу историјске области Скопско поље. Јужно од насеља протиче Вардар, док се северно издиже планина Ветерник. Надморска висина насеља је приближно 400 метара.
Месна клима је континентална.

## Становништво
Горње Свиларе је према последњем попису из 2002. године имало 712 становника.
Претежно становништво у насељу су Албанци (99%).
Већинска вероисповест је ислам.